# Liechtensteiner Vaterland
O Liechtensteiner Vaterland (em português: "Pátria Liechtensteinense") é o maior jornal diário do Listenstaine. Publicado pela Vaduzer Medienhaus AG, é o jornal oficial do partido União Patriótica.

## História
Em janeiro de 1936, o Partido Popular Social-Cristão e o Serviço da Pátria do Listenstaine fundiram-se para formar a União Patriótica. Em consequência, os jornais dos dois partidos, o Liechtensteiner Nachrichten e o Stimme für heimische Wirtschaft, Kultur und Volkstum, fundiram-se e deram origem ao Liechtensteiner Vaterland, cujo primeiro diretor foi Carl Freiherr von Vogelsang.
O jornal foi alvo de controvérsia em janeiro de 1937, quando Carl Freiherr von Vogelsang denunciou publicamente os judeus que viviam no Listenstaine e enviou numerosas cartas com pormenores sobre eles a funcionários da Alemanha nazi. Em consequência, o primeiro-ministro do Listenstaine, Josef Hoop, ordenou que os escritórios do Vaterland fossem revistados para que as cartas fossem confiscadas e Vogelsang abandonou imediatamente o país. A redação foi então assumida por Alois Vogt até 1938.
Durante a Segunda Guerra Mundial, o jornal foi editado por Otto Schaedler e pelo antigo Primeiro-Ministro Gustav Schädler. Schädler tinha escrito uma série de artigos sobre a Suíça para as autoridades da Alemanha nazi durante a Segunda Guerra Mundial, supostamente para a imprensa alemã, mas na realidade foram utilizados por agências de informação como a «Verein für Deutsche Kulturbeziehungen im Ausland». Por esse motivo, em 1946, foi condenado a seis meses de prisão devido a uma ação ilegal dos serviços secretos, mas não chegou a cumprir a pena por motivos de saúde.
Tal como os seus antecessores, o jornal começou por ser publicado duas vezes por semana até 1963, altura em que passou a ser publicado três vezes por semana, quatro vezes em 1976 e, desde 1985, o jornal é diário. Até 2003, a editora era a Presseverein Liechtensteiner Vaterland e, desde então, a Vaduzer Medienhaus AG. A partir dos anos 90, o jornal passou a cobrir também a rádio com a rádio RadIo Ri, da Suíça Oriental. Desde 1999, o jornal tem também como subsidiárias o Neue Liewo e, desde 2001, o Wirtschaft Regional.
Em março de 2023, com o encerramento do Liechtensteiner Volksblatt, o Liechtensteiner Vaterland passou a ser o único jornal diário impresso do país. Os assinantes do Volksblatt tornaram-se automaticamente assinantes do Vaterland.